# Guram Biganishvili
Guram Biganishvili (en georgiano: გურამ ბიგანიშვილი; Tiflis, URSS, 19 de mayo de 1950) es un deportista georgiano que compitió para la URSS en vela en la clase Star. Ganó una medalla de oro en el Campeonato Europeo de Star de 1984.

## Palmarés internacional
| \| Representando a la URSS \| \| \| \| \| Campeonato Europeo \| \| \| \| \| Año \| Lugar \| Medalla \| Clase \| \| 1984 \| Palamós (España) \| Medalla de oro \| Star \| |                  |                |       |
| Representando a la URSS |                  |                |       |
| Campeonato Europeo |                  |                |       |
| Año | Lugar            | Medalla        | Clase |
| 1984 | Palamós (España) | Medalla de oro | Star  |